# Al Hekma Tower
Al Hekma Tower est un gratte-ciel de 64 étages achevé en 2015 à Dubaï. La hauteur de la tour est de 282 mètres. Elle abrite des bureaux.
"Al Hekma Tower" signifie "La Tour de la Sagesse"

## Histoire
En 2007 la société Pearl Properties a annoncé son intention de construire la tour Al Hekma en l'honneur de la mémoire de Sheikh Zayed Bin Sultan Al Nahyan.
La construction démarrée en 2006 été suspendue en 2009 pour reprendre en 2010. Le bâtiment a atteint sa pleine hauteur en 2011, mais la construction s'est de nouveau interrompue en 2012. Le projet était en voie d'être achevé en 2014 mais l'achèvement n'a eu lieu qu'en 2015, 2016 selon d'autres sources.